# Chelsea Korka
Chelsea Korka (nascida em 10 de junho de 1986) é uma cantora pop norte-americana e ex-rainha das passarelas. Em 2007 se tornou integrante da versão europeia das Pussycat Dolls, as Paradiso Girls. É mais conhecida por sua participação na primeira temporada do reality show Pussycat Dolls Present: The Search for The Next Doll, onde ficou em terceiro lugar.

## Sua vida
Chelsea era uma garotinha que aprendeu e adorava tudo sobre Marvel Comics, vídeo-games e ação. Também gostava de fazer compras e sair com os amigos. Sua maior insegurança era um grave problema de peso, chegou a 84 quilos. Porém ela conseguiu perder peso em seu colégio, através de dietas e exercícios. Em 2005 sofreu de meningite bacteriana, e quase perdeu a vida. Então em 2006 em um "momento de impulso" decidiu participar do Pussycat Dolls Present. Depois disso se tornou a Miss Oeste Broward 2007 aos 19 anos e concorreu como Miss Florida. Chelsea possui etnia húngara.

## Pussycat Dolls Presents
Graças a sua voz, admirada tanto pelas participantes quanto pelos jurados, e muitas vezes comparada com a de Christina Aguilera, Chelsea chegou as semifinais, onde era uma das meninas que adoeceram comprometendo sua chance, mas Robin Antin sentiu que ela era a garota com maior potencial e decidiu passa-la para a próxima fase. Durante toda a competição se esforçou nas danças e teve uma rixa polêmica com outra participante, Melissa Smith. No entanto, mesmo que a eliminação da última fase exigisse uma coreografia difícil, conseguiu chegar até a final junto de Melissa Reyes e Asia Nitollano. Terminou em terceiro lugar.

## Carreira

### The Paradiso Girls
Chelsea, desde então, se juntou ao Paradiso Girls, um grupo de cinco garotas criado por Robin Antin, e direcionado a Europa, e que em seguida será introduzido aos E.U.A. Cada garota representa um país, com Chelsea representando os E.U.A.. Chelsea teve aulas de dança junto às outras integrantes. Este grupo era constituído por oito membros, mas agora apresenta três garotas inglesas, uma francesa e Chelsea. Diferente das Pussycat Dolls, não possuem uma vocalista principal e todas as meninas representam algo exclusivo. Seu primeiro álbum será lançado pela Interscope Records antes do verão de 2008. Chelsea confirmou que gostaria de um novo visual para esse grupo, já que considera seu look bastante "Doll", mas decidiu continuar com a franja, pois sente que seus fãs gostam, porém ela esteve um período loira, antes de voltar ao seu antigo look. Também foi até a Austrália gravar para as Paradiso Girls. Revelou recentemente que seu vídeo musical estaria sendo filmado nas próximas semanas. Chelsea confirmou que também está trabalhando sua carreira solo, mas diz que seu foco principal no momento são as Paradiso Girls e a Interscope Records. Em sua página do MySpace, informou que ela deixou o Paradiso Girls, mas na mesma semana anunciou a sua volta ao grupo, e disse que havia saído por problemas contratuais que já foram resolvidos. Os produtores Fernando Garibay e will.i.am confirmaram em entrevistas anteriores que estão produzindo faixas para o álbum do grupo. O primeiro single poderá sair nas próximas semanas, e as possibilidades de escolha são "DJ", "Who's My Bitch" e "Unpredictable".

### Outras aparições
Mantendo contato com Robin, mais tarde participou de um evento onde apresentou o medley Pink Panther/Fever com o Girlesque, ao lado de Melissa Smith e Melissa Reyes. Também estrelou durante uma semana no Pussycat Dolls Lounge em Las Vegas ao lado de Melody Thornton. Freqüentemente aparece em eventos na CW para promover a segunda temporada do The Pussycat Dolls Present, embora ela confirmou que não participaria do programa, devido ao seu compromisso com as Paradiso Girls. Ela se apresentou novamente no Pussycat Dolls Lounge nos dias 18 e 20 de Maio de 2008. Chelsea anunciou em um fansite que agora se apresentará semanalmente no novo PCD Lounge em West Hollywood, CA. Ela também gravou os back-vocals da canção "Amnesia" de Britney Spears. Chelsea também cantou ao lado de Space Cowboy nas músicas Falling Down e I Came 2 Party Remix, além de frequentemente aparecer nos clipes de LMFAO, banda de seu atual namorado.

### Dublagem
Chelsea Korka foi escalada para dublar o novo filme da DreamWorks  "Chapeuzinho Vermelho". Ela dublará a propria Chapeuzinho e o lançamento deve sair em 2011.

## Discografia

### Álbuns de estúdio
- 2011: Crazy Horse

### EPs
- 2008: The Quiet Storm
- 2011: The E. P.

## Singles
| Ano  | Single           | Álbum           |
| ---- | ---------------- | --------------- |
| 2008 | "Better Than"    | The Quiet Storm |
| 2009 | "W.O.W"          | Crazy Horse     |
| 2010 | "Patron Tequila" | Crazy Horse     |
| 2010 | "Who's My B****" | Crazy Horse     |
| 2010 | "My DJ"          | Crazy Horse     |